# الدوارمة (الحيمة الخارجية)

تعديل مصدري - تعديل

الدوارمة هي إحدى قرى عزلة بني محمد بمديرية الحيمة الخارجية التابعة لمحافظة صنعاء، بلغ تعداد سكانها 90 نسمة حسب تعداد اليمن لعام 2004.